# ریدگویل (کارولینای جنوبی)
ریدگویل(به انگلیسی: Ridgeville) شهری در ایالت کارولینای جنوبی کشور ایالات متحده آمریکا است که جمعیت آن در سرشماری سال ۲۰۱۰ میلادی، ۱٬۹۷۹ نفر بوده‌است.